# Steven Erickson
Steven Richard (Steve) Erickson (Minneapolis, 14 augustus 1961) is een voormalig Amerikaans zeiler.
Erickson won in 1984 tijdens de spelen in eigen land samen met ploeggenoot William Earl Buchan de gouden medaille in de star. Een jaar later op de Bahama's werden Erickson en Buchan wereldkampioen in de star. In 1988 werd Erickson samen met Paul Cayard wereldkampioen in de star. Erickson won in 1995 de America's Cup en was ook als coach betrokken bij andere edities.
Erickson won met zijn ploeggenoten van de Zweedse boot EF Language de  Whitbread Round the World 1997-1998.

## Wereldkampioenschappen
| Jaar | Plaats         | Resultaten |
| ---- | -------------- | ---------- |
| 1982 | Medemblik      | star       |
| 1983 | Marina del Rey | star       |
| 1985 | Nassau         | star       |
| 1987 | Chicago        | star       |
| 1988 | Buenos Aires   | star       |
| 1989 | Porto Cervo    | 10e star   |
| 1992 | San Francisco  | star       |
| 1993 | Kiel           | 5e star    |
| 2004 | Gaeta          | 20e star   |
| 2009 | Varberg        | 28e star   |

## Olympische Zomerspelen
| Jaar | Plaats      | Resultaten |
| ---- | ----------- | ---------- |
| 1984 | Los Angeles | star       |